# Oglasa pachycnemis
Oglasa pachycnemis là một loài bướm đêm trong họ Noctuidae.